# فرانك لوكاس (سياسي)
فرانك لوكاس (بالإنجليزية: Frank E. Lucas)‏ هو سياسي أمريكي، ولد في 4 أغسطس 1876 في غرانت سيتي في الولايات المتحدة، وتوفي في 26 نوفمبر 1948 في بوفالو في الولايات المتحدة. حزبياً، نشط في الحزب الجمهوري. وقد انتخب حاكم وايومنغ ‏ (2 أكتوبر 1924 – 5 يناير 1925) وانتخب عضو مجلس ولاية وايومنغ وانتخب عضو مجلس نواب وايومنغ.